# Iga Świątek
Iga Natalia Świątek (pronunție poloneză: [ˈiɡa ˈɕfʲɔntɛk] ⓘ; n. 31 mai 2001, Varșovia, Polonia) este o jucătoare profesionistă de tenis din Polonia.  Ea a fost clasată pe locul 1 mondial la simplu feminin de către WTA timp de 125 de săptămâni în total. Świątek a câștigat 24 de titluri WTA la simplu, inclusiv șase titluri majore: patru la Roland Garros, unul la Wimbledon și unul la US Open. De asemenea, a câștigat finala WTA din 2023 și unsprezece titluri WTA 1000. Świątek este prima poloneză care a câștigat un titlu major la simplu.
Tatăl lui Świątek, Tomasz, este un canoist olimpic retras. La juniori, Świątek a fost campioană la dublu fete la Roland Garros 2018, alături de Caty McNally, și campioană la simplu fete la Wimbledon 2018. Świątek a început să joace în mod regulat în circuitul WTA în 2019 și a intrat în top 50 la vârsta de 18 ani, după prima sa finală în circuit și o apariție în runda a patra la French Open 2019.
În timpul parcursului său pentru titlul de la Roland Garros din 2020, Świątek nu a pierdut mai mult de cinci game-uri în nici un meci de simplu. Ea a intrat pentru prima dată în top 10 al clasamentului WTA în mai 2021, după ce a câștigat Openul Italiei. După două titluri WTA 1000 consecutive în 2022, la Qatar și Indian Wells, în 2022, Świątek a ajuns pe locul 2, cel mai bun loc din carieră. După retragerea lui Ashleigh Barty, numărul 1 mondial, a devenit prima jucătoare poloneză, bărbat sau femeie, care a ajuns în fruntea clasamentului la simplu, la 4 aprilie 2022. În acest timp, Świątek a acumulat o serie de 37 de victorii consecutive, cea mai lungă din circuitul WTA în secolul XXI. Cu titluri importante la Openul Franței și US Open, ea a încheiat anul 2022 ca nr. 1 dominant. În 2023, ea și-a apărat titlul de la Roland Garros și a câștigat finala WTA pentru a termina din nou pe locul 1 la sfârșitul anului.
A câștigat premiul WTA Fan Favorite Shot of the Year în 2019 cu o lovitură de pe linia de fund, iar în 2020 a fost votată jucătoarea de simplu favorită a fanilor WTA a anului. În 2023, a fost desemnată Champion des champions de L'Équipe și Personalitatea Sportului Polonez a Anului și a fost inclusă pe lista anuală a revistei Time a celor mai influente 100 de persoane din lume.

## Copilărie și adolescență
Iga Świątek s-a născut la 31 mai 2001 la Varșovia. Tatăl ei, Tomasz Świątek, este un fost canotor care a concurat la proba masculină de vâsle cvadruple la Jocurile Olimpice de la Seul din 1988. Mama ei este medic ortodont. Iga are o soră, Agata, care este cu aproximativ trei ani mai mare și este studentă la stomatologie la Universitatea de Medicină din Lublin. Tatăl Igăi a vrut ca fiicele lui să devină sportive de competiție și a preferat ca ele să se apuce de un sport individual mai degrabă decât de un sport de echipă pentru a avea un control mai bun asupra șanselor lor de succes.
Agata a început inițial ca înotătoare, dar a trecut la tenis după ce a avut probleme cu înotul. Iga și-a urmat sora la tenis pentru că a vrut să o învingă și, de asemenea, pentru că a vrut să fie asemenea ei. Agata a concurat pentru scurt timp pe circuitul de juniori ITF în 2013, la aproximativ 15 ani, dar a încetat să joace din cauza accidentărilor. Iga s-a antrenat la Mera Varșovia la vârsta de 14 ani, înainte de a se muta ulterior la Legia Varșovia.

## Cariera profesională

### 2016–18: Neînvinsă în șapte finale ITF

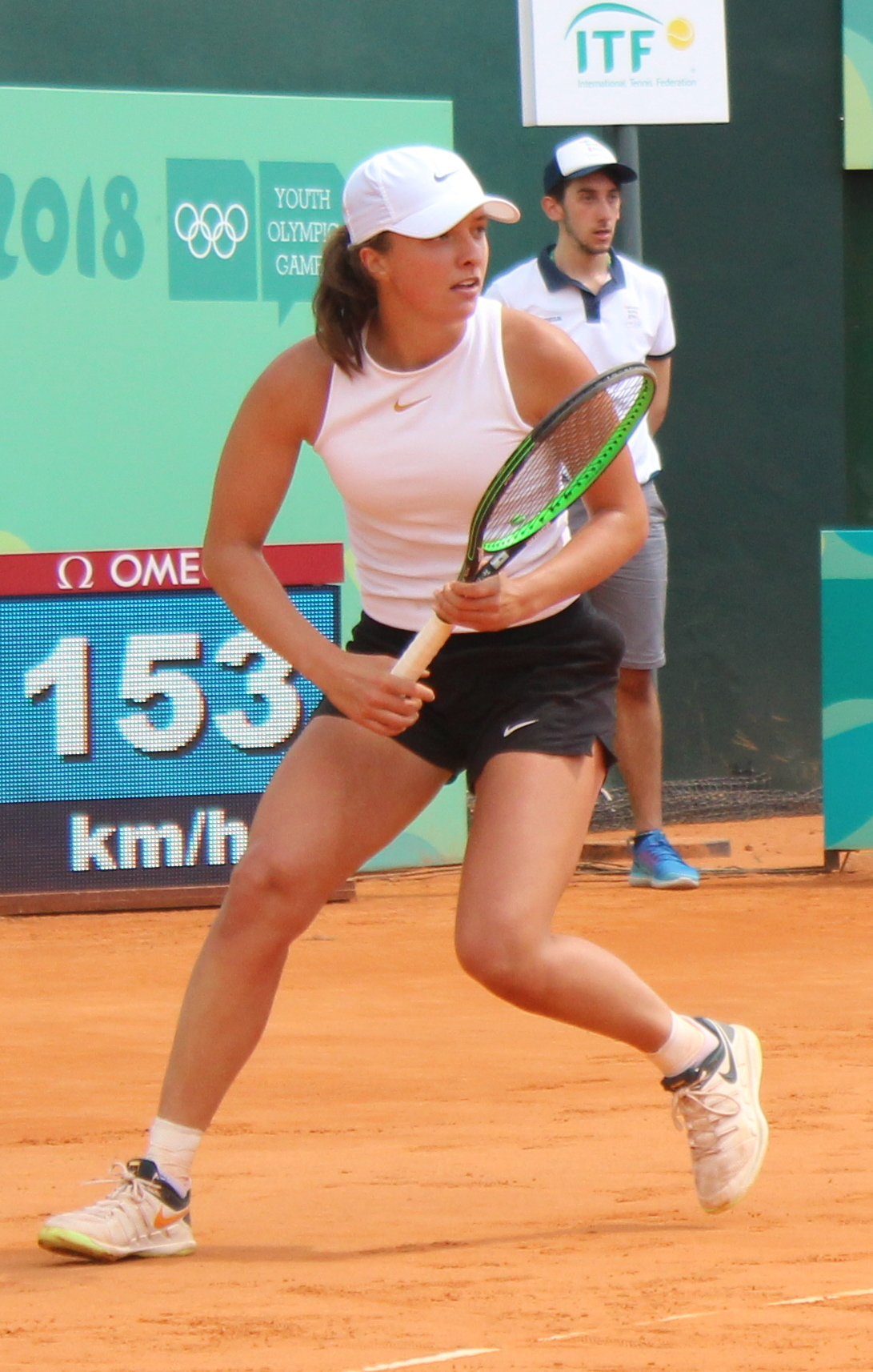
Świątek în 2018

Świątek a început să concureze pe circuitul feminin ITF în 2016 și a jucat pe circuit până la sfârșitul anului 2018. Ea a câștigat toate cele șapte finale ITF de simplu la care a ajuns, de la primele patru la nivelul de 10.000 $ până la 60.000 $. Primele ei trei titluri au venit la 15 ani. Al patrulea a fost în februarie 2018, la primul ei turneu, unde a revenit după o pauză de șapte luni din cauza unei accidentări. După un titlu de 25.000 USD în aprilie, Świątek a trecut la evenimentele ITF de nivel superior în aceeași lună. După titlul ei la juniori la Wimbledon, ea a sărit peste US Open pentru juniori pentru a rămâne în Europa. În cele două săptămâni de la US Open, ea a câștigat titluri consecutive de 60.000 de dolari la NEK Ladies Open din Ungaria și la Montreux Ladies Open din Elveția. Acestea au fost ultimele două turnee ITF ale lui Świątek ale anului. Cu aceste două titluri, Świątek a intrat pentru prima dată în top 200 la vârsta de 17 ani, urcând de la numărul 298 la numărul 180 în acele două săptămâni.

### 2019: Prima finală WTA, debut în top 50

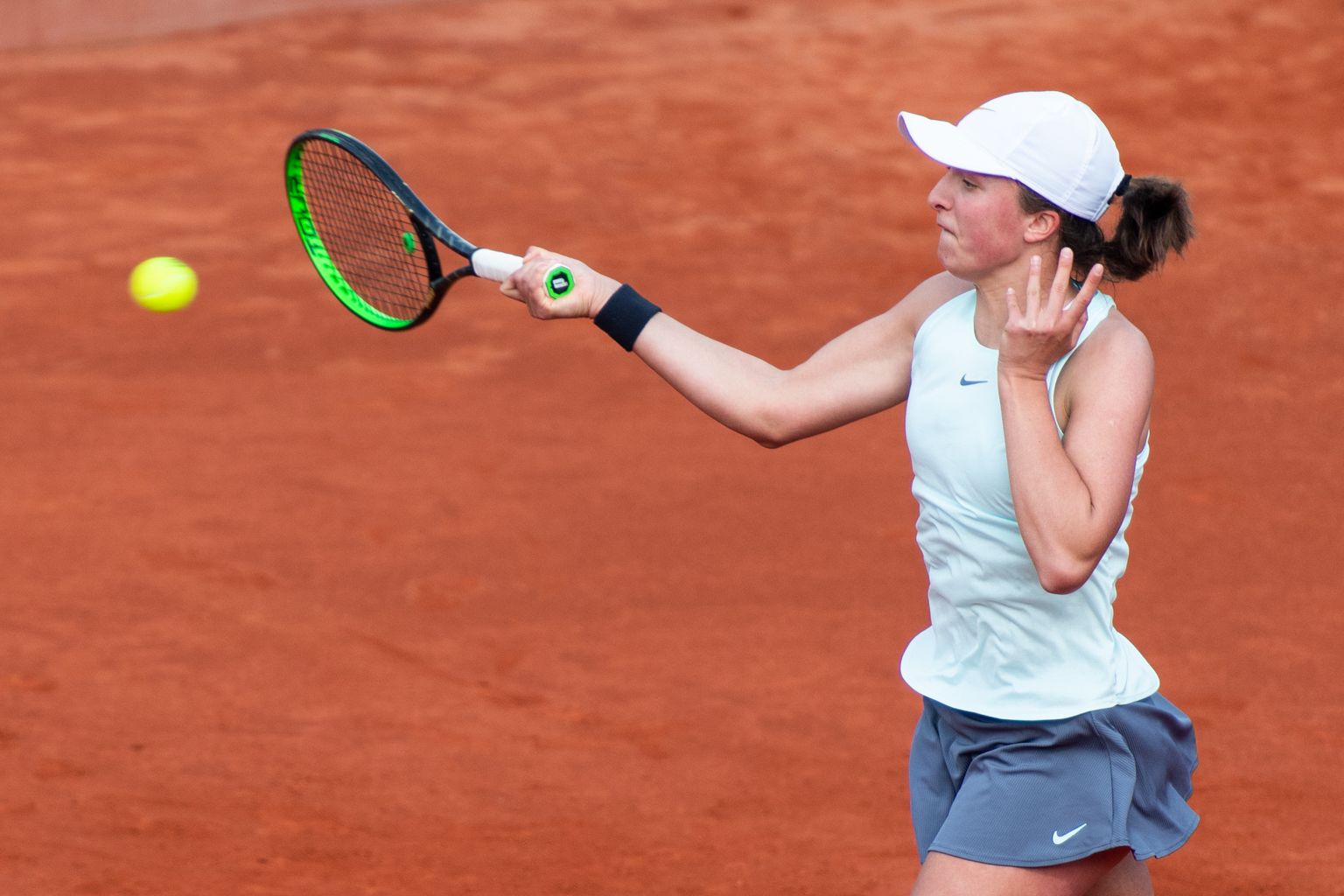
Świątek la Praga Open 2019

În ciuda faptului că nu a jucat niciodată în turneul WTA înainte de 2019, Świątek a putut concura doar în evenimente la nivel de tur de-a lungul anului. După ce nu s-a putut califica la Auckland Open, ea s-a calificat pentru primul ei tablou principal WTA la Australian Open 2019. A învins-o pe Ana Bogdan, numărul 82, în trei seturi în meciul de debut pentru a ajunge în runda doi. La următoarele trei turnee, ea a putut să se califice și la Hungarian Ladies Open, dar nu s-a calificat la nici unul dintre turneele Premier Mandatory din martie.
Odată cu prima ei acceptare directă într-un tablou principal (fără să treacă prin calificări), a ajuns și în prima ei finală WTA, la Ladies Open Lugano. În timpul turneului, ea a învins-o pe Viktória Kužmová, cap de serie nr. 3, în turul al doilea, pentru prima ei victorie contra unei jucătoare din top 50. În cele din urmă, ea a fost finalistă cu Polona Hercog în trei seturi. Odată cu locul secund, ea și-a făcut debutul în top 100 la vârsta de 17 ani.
Świątek și-a încheiat sezonul pe terenul cu zgură cu o apariție în a runda patru la French Open în al doilea ei major. A învins-o pe Wang Qiang, numărul 16, în runda doi pentru prima ei victorie în fața unei jucătoare din top 20, înainte de a pierde în fața campioanei en-titre Simona Halep.
Świątek nu și-a putut repeta succesul de la la French Open la evenimentele de Grand Slam rămase ale anului, pierzând meciul de deschidere la Wimbledon și în runda doi la US Open. Cel mai bun rezultat al ei din a doua jumătate a sezonului a fost o apariție în runda a treia la Canadian Open. În timpul turneului, ea a învins-o pe Caroline Wozniacki, numărul 18, înainte de a pierde în fața nr. 2 Naomi Osaka. Cu acest rezultat, ea a intrat în top 50 pentru prima dată o săptămână mai târziu. A ratat restul sezonului după US Open pentru a suferi o intervenție chirurgicală la picior și a terminat anul pe locul 61 în lume.

### 2020: Campioană la French Open, debut în top 20
La Australian Open 2020, ea și-a egalat cel mai bun rezultat la un turneu de Grand Slam cu o altă apariție în runda a patra, de data aceasta evidențiată de o victorie în fața nr. 20, Donna Vekić.  Ea a învins-o din nou pe Vekić la Qatar Open, ultima ei victorie în meci înainte ca Turul WTA să fie închis timp de șase luni din cauza pandemiei de COVID-19. Świątek și-a continuat succesul în Grand Slam odată ce turneul a fost reluat. Ea a ajuns în runda a treia la US Open, pierzând în fața celei care va ajunge finalistă, Victoria Azarenka.
Intrând la French Open care a fost reprogramat în septembrie, Świątek era clasată pe locul 54 în lume. Cu toate acestea, ea a câștigat titlul la simplu feminin, primul ei titlu de Grand Slam. În timpul turneului, ea a învins-o pe finalista din 2019 și numărul 19 mondial, Markéta Vondroušová, în runda de deschidere. Cea mai mare victorie a ei a fost victoria din runda a patra în fața capului de serie și numărul 2 mondial, Simona Halep, care a avut o serie de 17 victorii consecutive și era marea favorită la câștigarea titlului. Świątek a pierdut doar trei jocuri împotriva lui Halep, după ce a câștigat doar un meci împotriva ei în aceeași rundă a Openului Francez în anul precedent. Świątek a învins pe numărul 6 mondial, Sofia Kenin, în finală pentru a deveni prima jucătoare poloneză care a câștigat vreodată un titlu de Grand Slam la simplu. De asemenea, a devenit cea mai tânără campioană la simplu la turneu de la Rafael Nadal în 2005 și cea mai tânără câștigătoare la simplu feminin de la Monica Seles în 1992. A câștigat titlul fără să piardă un set sau mai mult de cinci jocuri în fața vreunui adversar.  Cu acest titlul, Świątek a urcat pe locul 17 în lume. Ea a jucat și la dublu, în parteneriat cu Nicole Melichar pentru prima dată. Perechea a ajuns în semifinale fără să piardă un set îmainte de ultimul lor meci.

### 2021: Titluri WTA 500 și 1000, finala de dublu la French Open, nr. 4 mondial, debut în Finala WTA

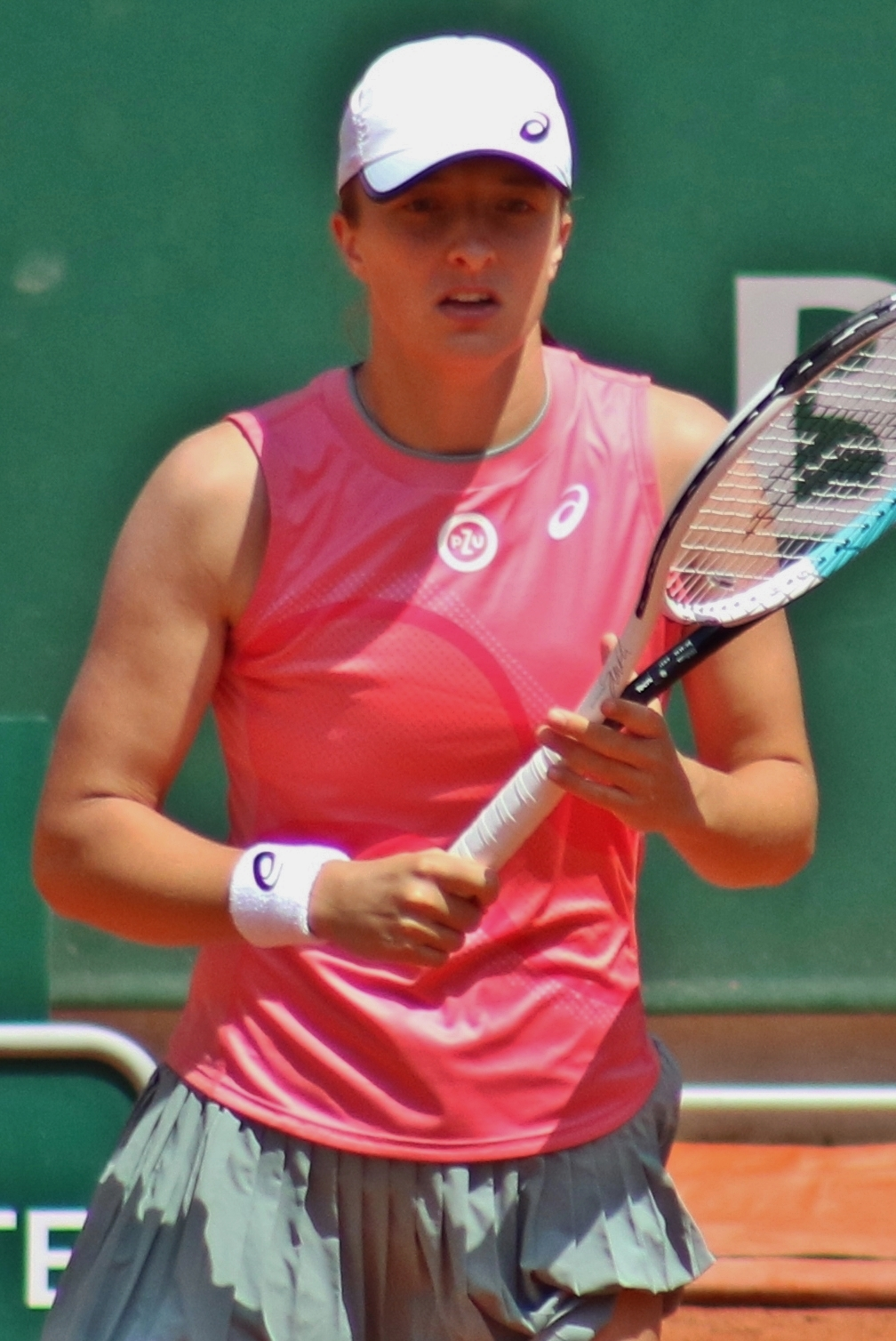
Świątek la French Open 2021

La Australian Open, Świątek a fost cap de serie nr. 15 și a înregistrat victorii în fața jucătoarelor Arantxa Rus, Camila Giorgi și Fiona Ferro. A ajuns în runda patru unde a pierdut în fața Simonei Halep, în trei seturi. La Adelaide, ea a câștigat primul ei titlu WTA Tour fără a pierde un set în întregul turneu. A învins-o pe Belinda Bencic în finală, în seturi consecutive. Drept urmare, ea a intrat în top 15 pentru prima dată în carieră, în martie 2021. 
Cap de serie nr.15, Świątek a câștigat primul titlu WTA 1000 din carieră la Italian Open, învingând-o pe fosta campioană Karolína Plíšková fără jocuri pierdute în doar 46 de minute. A avansat în finală după ce a învins pe nr.5 mondial, Elina Svitolina, pe Coco Gauff și pe Barbora Krejčíková. Świątek a devenit a treia jucătoare care a câștigat un titlu după ce a salvat un punct de meci în drumul spre titlu, alături de Naomi Osaka la Australian Open și Ashleigh Barty la Miami. Ea a devenit, de asemenea, a patra adolescentă care a câștigat un eveniment WTA 1000. Succesul acestei curse către al treilea titlu din carieră a mutat-o în top 10 în clasamentul de simplu la 17 mai 2021, ca numărul 9 mondial.
La French Open 2021, Świątek a fost cap de serie nr.8. Ea a învins-o în primul tur pe Kaja Juvan, apoi pe Rebecca Peterson, Anett Kontaveit și Marta Kostiuk. A câștigat 22 de seturi consecutive la Openul Francez, dar apoi a pierdut în sferturi în fața Mariei Sakkari. La dublu, clasată pe locul 14 cu Bethanie Mattek-Sands ca pereche, a ajuns în finală unde a fost învinsă de perechea Barbora Krejčíková și Kateřina Siniaková în seturi consecutive. Drept urmare, Świątek a ajuns pe locul 42 la dublu, pentru prima dată în cariera ei. 
Și-a început sezonul pe iarbă la Eastbourne International, unde a fost cap de serie nr.4. După ce a învins-o pe Heather Watson, a pierdut în fața Daria Kasatkina în a doua rundă. Cap de serie nr.7 la Wimbledon, Świątek le-a învins pe Hsieh Su-wei, Vera Zvonareva și Irina-Camelia Begu, toate în seturi consecutive. În a patra rundă ea a pierdut cu Ons Jabeur, în trei seturi. 
Odată cu victoria ei în fața lui Anett Kontaveit în runda a treia la US Open, ea a devenit singura jucătoare care a ajuns în a doua săptămână la toate cele patru campionate de Grand Slam în sezonul 2021.
S-a calificat în Finala WTA pentru prima dată în carieră.

### 2022: Nr.1 mondial, campioană la French Open, serie de 37 victorii consecutive
Świątek și-a început sezonul la Adelaide International 2022 în ianuarie, clasată pe locul cinci. După victorii împotriva Daria Saville, Leylah Fernandez și Victoria Azarenka, Świątek a pierdut în semifinale în fața lui Ashleigh Barty. Era programată să joace la Sydney International 2022 și primul ei meci era programat să fie împotriva Emmei Răducanu, dar s-a retras din turneu din cauza unei accidentări la coaste.

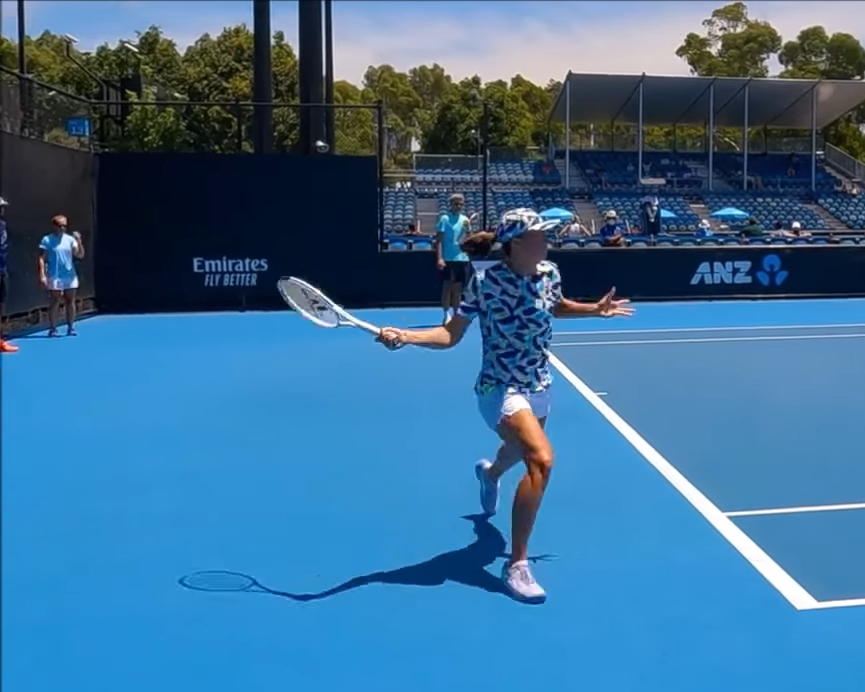
Świątek antrenându-se la Australian Open 2022.

Świątek a intrat la Australian Open 2022, cap de serie nr.7. Ea a învins-o în prima rundă pe Harriet Dart, pe Rebecca Peterson în a doua rundă și pe Daria Kasatkina în a treia rundă. Toate victoriile au fost în seturi consecutive.  A ajuns la primul său sfert de finală la Australian Open după ce a învins-o pe Sorana Cîrstea în runda a patra. În ianuarie 2022, Świątek a ajuns în a doua săptămână a unui Grand Slam la șase competiții majore consecutive, începând cu titlul ei de la French Open din 2020, stabilind un record pentru cea mai lungă serie de progresii din a doua săptămână. În sferturile de finală, ea a învins-o pe Kaia Kanepi într-un meci care a ajuns să fie cel mai lung din cariera ei, de trei ore și un minut, înainte de a pierde cu Danielle Collins în semifinala care a avut loc a doua zi.
În februarie, Świątek a intrat la Qatar Total Open cap de serie nr.7. Ea le-a învins pe Viktorija Golubic și Daria Kasatkina în runda a doua, respectiv a treia. În sferturi, ea a învins-o pe capul de serie nr.1 Arina Sabalenka înainte de a avansa în semifinale, unde a jucat împotriva Mariei Sakkari, câștigând în seturi consecutive. În finală, Świątek a câștigat împotriva estoniencei Anett Kontaveit, pierzând doar două jocuri, li revendicându-și al doilea titlu WTA 1000.
La Indian Wells, Świątek a ajuns în a treia finală WTA 1000, unde, ca favorită 3, le-a învins pe: Anhelina Kalinina, Clara Tauson și Angelique Kerber în 3 seturi, iar pe Madison Keys și Simona Halep în seturi consecutive. În finală a învins-o pe Maria Sakkari în seturi consecutive, pentru a câștiga al cincilea titlu. Odată cu victoriile consecutive la Masters, Świątek a ajuns pe locul 2 mondial, cea mai bună clasare a sa.

Săptămâna următoare, Świątek a fost cap de serie nr.2 la Miami Open. Datorită retragerii numărului 1 mondial, Ashleigh Barty, la 23 martie, Świątek a câștigat locul 1 mondial la simplu după victoria ei din turul doi în fața Viktorija Golubic. Noul clasament a intrat în vigoare la 4 aprilie, după ce Barty a fost eliminat oficial din clasament. Świątek este singurul jucător de tenis polonez, bărbat sau femeie, care a deținut vreodată locul 1 în clasament la simplu. Apoi a avansat în finală fără să piardă niciun set, înregistrând victorii în fața lui Madison Brengle, Coco Gauff, Petra Kvitová și Jessica Pegula. Ea a învins-o pe Naomi Osaka în finală, devenind a 4-a și cea mai tânără jucătoare (al 11-lea jucător la general) care a finalizat Sunshine Double și, de asemenea, prima jucătoare care a câștigat primele trei evenimente WTA 1000 ale anului.
În aprilie, Świątek a participat la Stuttgart Open, unde a fost cap de serie nr.1. Ea le-a învins pe Eva Lys și Emma Răducanu. În semifinală, Świątek a pierdut primul set într-un tiebreak împotriva Liudmilei Samsonova și a revenit cu o victorie în două seturi. A fost un meci de 3 ore și 3 minute care nu numai că a ajuns să fie cel mai lung din cariera ei, dar și-a pus capăt seriei de victorii de 28 de seturi înainte de a ajunge la a patra finală a sezonului.
În finală, ea a jucat împotriva Arinei Sabalenka, câștigând în seturi consecutive și revendicând cel de-al patrulea titlu consecutiv WTA. La 27 aprilie 2022, s-a anunțat că Swiatek s-a retras de la Madrid Open din cauza unei accidentări la umărul drept. Ea a spus că va lua o pauză pentru a-și trata brațul și că se va pregăti și pentru viitorul Open Italian de la Roma și Rolland Garros de la Paris. După ce s-a retras de la Madrid, Świątek a făcut antrenamente intense la Academia Rafa Nadal din Mallorca.

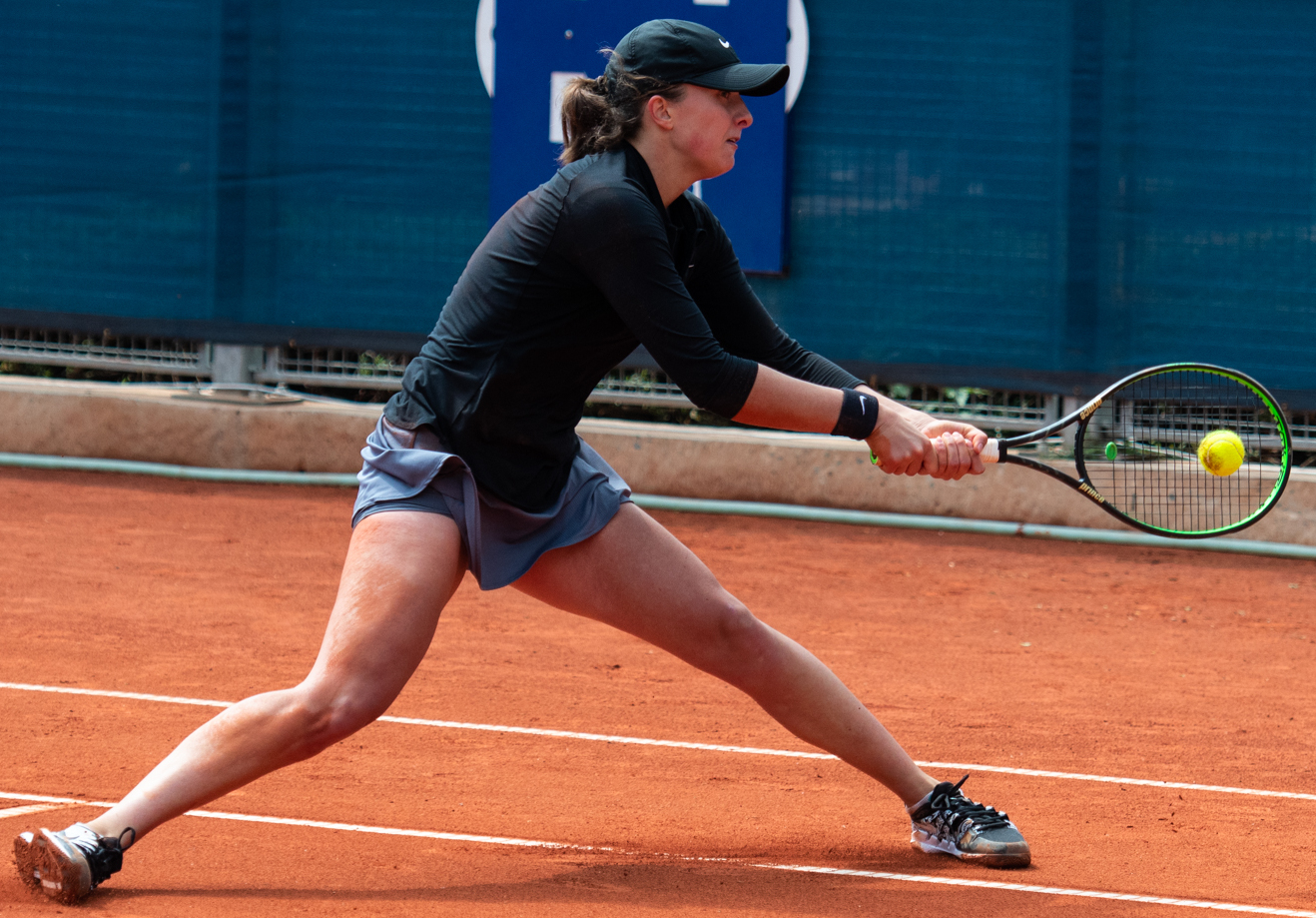
Świątek la Rolland Garros

La Italian Open 2022, în calitate de campioană en-titre, ea a ajuns la o nouă finală WTA 1000, a patra din sezon, învingând-o pe Arina Sabalenka în semifinale, extinzându-și seria de victorii la 27 de meciuri, egalând seria Serenei Williams din Finalele WTA 2014 până la Madrid 2015. Ea a devenit a șaptea jucătoare care a ajuns la două finale la Roma înainte de a împlini 21 de ani, după Chris Evert, Martina Navratilova, Gabriela Sabatini, Monica Seles, Martina Hingis și Venus Williams. În finală, ea a învins-o pe Ons Jabeur în seturi consecutive și a câștigat al cincilea titlu consecutiv WTA.
Prima dată în calitate de favorită nr.1 la French Open 2022, Swiatek a ajuns în semifinale învingându-le pe Lesia Țurenko, Alison Riske, Danka Kovinić, Zheng Qinwen și Jessica Pegula, pierzând doar un set, în runda a patra. Ea a înregistrat o serie de victorii WTA consecutive de 33 de meciuri, a doua ca lungime din acest secol, în spatele seriei de 34 de meciuri consecutive ale Serenei Williams în 2013. Ea a făcut un pas mai departe pentru a ajunge în finală învingând-o pe Daria Kasatkina în seturi consecutive, în semifinale. În finală, Świątek a învins-o pe Coco Gauff în seturi consecutive câștigând al doilea titlu de la Openul Franței și al doilea Grand Slam. Ea deține acum un record de 35 de victorii consecutive, egalând cea mai lungă serie neînvinsă de la Venus Williams în 2000.
La  Wimbledon, Świątek a câștigat meciurile din prima și a doua rundă înainte de a pierde în fața franțuzoaicei Alize Cornet în seturi consecutive în runda a treia. Aceasta a pus capăt seriei ei de 37 de victorii consecutive, cea mai lungă serie de astfel de victorii din secolul XXI și a 12-a din Open Era.
La Poland Open, ea a învins-o pe compatriota Magdalena Fręch în prima rundă, înainte de a câștiga împotriva Gabrielei Lee în runda a doua. În sferturi de finală a fost învinsă în trei seturi de franțuzoaica Caroline Garcia, care a continuat să câștige titlul. Înfrângerea a pus capăt seriei de 18 victorii consecutive pe zgură.

### 2023: Campioană la Roland Garros și WTA finals, numărul 1 la sfârșitul anului

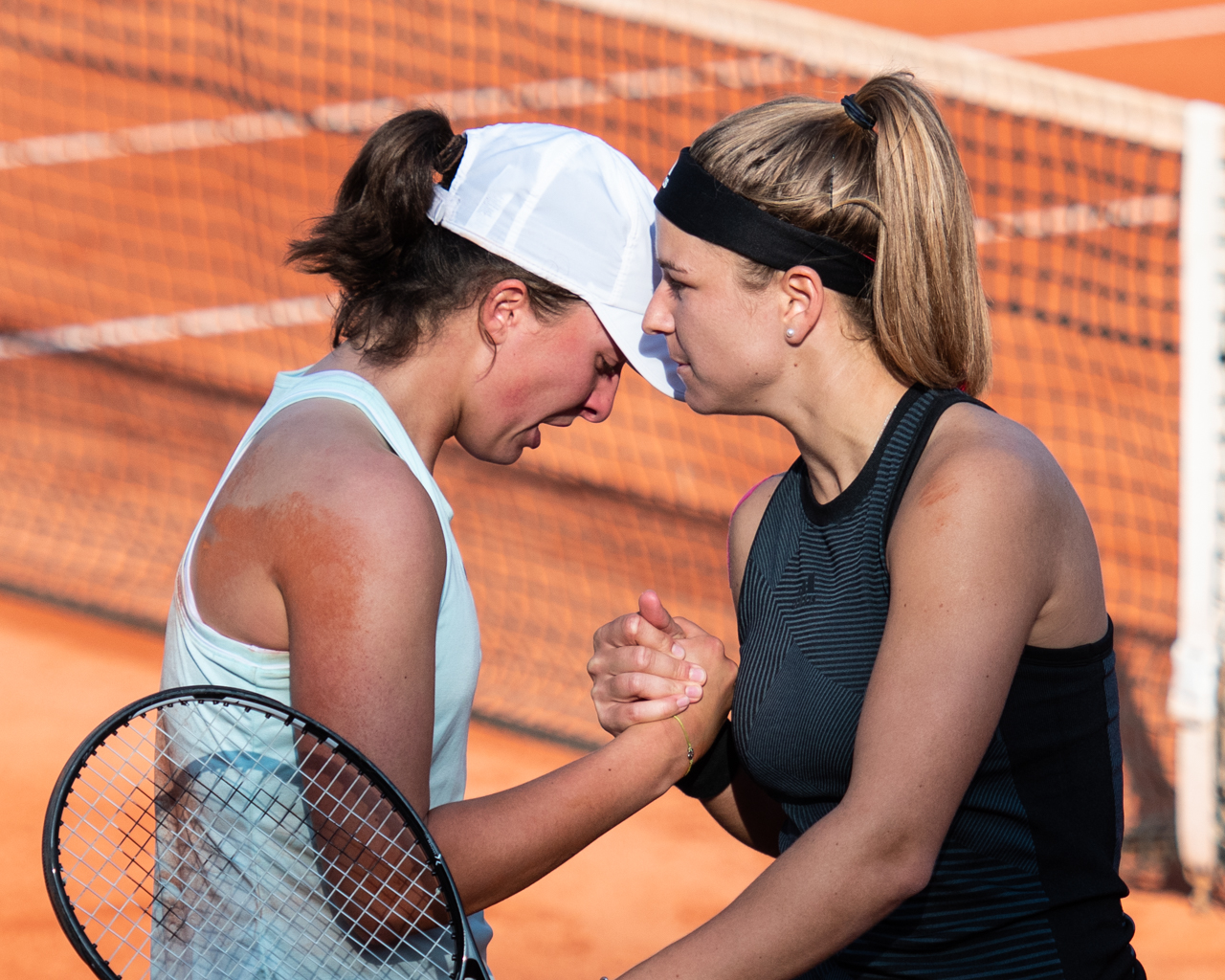
Świątek a învins-o pe Karolína Muchová și a câștigat al treilea său titlu la Roland Garros în 2023.

Campania 2023 a lui Świątek a fost statistic mai puțin dominantă decât sezonul 2022, dar a reușit totuși să câștige șase titluri în acest an. Ea a început anul 2023 ca fiind doar a patra jucătoare din istoria WTA care s-a clasat pe locul 1 mondial timp de 40 sau mai multe săptămâni consecutive în primul lor stagiu ca jucătoare de top. În primul ei turneu al anului, reprezentând Polonia la United Cup, a făcut echipă cu compatrioții ei, inclusiv cu Hubert Hurkacz, și a ajuns în semifinale. La Australian Open, ea a pierdut în runda a patra în două seturi împotriva Elenei Rîbakina, care avea să o învingă pe Świątek de încă două ori mai târziu în cursul anului, respectiv în semifinale la Indian Wells Open și în sferturile de finală la Openul Italiei.
Nu a mai câștigat niciun turneu până la Qatar Ladies Open, unde nu a cedat niciun set pe tot parcursul turneului și a pierdut doar cinci meciuri. În sezonul de zgură și-a apărat cu succes titlul de la Stuttgart Open, și a câștigat al patrulea turneu de Grand Slam, la Roland Garros, învingând-o în finală pe Karolína Muchová. După o îmbunătățire pe iarbă, cu o performanță în sferturi de finală la Wimbledon, care i-a pus capăt unei serii de 14 victorii consecutive, ea a câștigat turneul de acasă, la Openul Poloniei.
La US Open, Świątek a pierdut în runda a patra în fața Jelenei Ostapenko, ceea ce a pus capăt poziției sale ca nr. 1 mondial. Cele 75 de săptămâni pe locul 1 reprezintă a treia cea mai lungă perioadă din era deschisă între jucătoarele aflate la prima lor experiență ca lider, după Steffi Graf și Martina Hingis. Cu toate acestea, a continuat să câștige China Open. La WTA Finals, a câștigat titlul fără să piardă vreun set, devenind prima jucătoare care face acest lucru de la Serena Williams în 2012. De asemenea, ea a cedat doar 20 de game-uri pe parcursul întregului turneu, cel mai mic număr de la reintroducerea formatului tur-retur în 2003 și a depășit recordul Serenei Williams de 32 de game-uri cedate în total. De asemenea, ea a depășit recordul de game-uri pierdute într-o finală, deținut anterior de Martina Navratilova în 1983 și Kim Clijsters în 2003 (câte două fiecare). Świątek a pierdut doar un singur game în finală. Prin câștigarea titlului, ea a recâștigat prima poziție în clasament și a devenit numărul 1 la sfârșitul anului pentru al doilea sezon consecutiv.

### 2024: Al 4-lea titlu la Roland Garros, bronz la Jocurile Olimpice, test pozitiv
Świątek s-a înscris la United Cup ca prim turneu al sezonului unde a reprezentat echipa Poloniei. Ea a ajuns în finală câștigând toate meciurile de simplu și a primit premiul MVP al turneului. În runda a treia la Australian Open, a fost ănvinsă de Linda Nosková în trei seturi și, ca urmare a acestei înfrângeri, s-a încheiat seria de 18 meciuri câștigate, care a început în septembrie anul trecut.
În februarie, Świątek a intrat la Qatar Open în calitate de dublă campioană în exercițiu. A ajuns în finală după ce le-a învins pe Sorana Cîrstea, Ekaterina Alexandrova și Victoria Azarenka. În finală, ea a înfruntat-o pe Elena Rîbakina, câștigând în două seturi și obținând al 7-lea său titlu WTA 1000. Świątek nu a cedat nici un set în drumul spre titlu pentru al doilea an consecutiv. De asemenea, ea a devenit prima persoană care a câștigat trei titluri consecutive la Doha și prima jucătoare care a câștigat trei titluri consecutive la același turneu pe suprafață dură de la Serena Williams în 2015. La următorul turneu WTA 1000 de la Dubai, a ajuns din nou în sferturi de finală, învingând-o pe Elina Svitolina, cap de serie nr. 15, în optimi de finală. A fost a patra jucătoare de la introducerea formatului WTA-1000 în 2009 care a ajuns în sferturi de finală în 9+ participări consecutive (între Dubai 2023 – Dubai 2024), după Serena Williams, Maria Șarapova și Agnieszka Radwanska. A avansat apoi până în semifinale, unde a pierdut în fața Annei Kalinskaia în două seturi.
În martie, Świątek a câștigat pentru a doua oară Indian Wells, învingând-o în finală pe Maria Sakkari. Acesta a fost al doilea ei titlu al sezonului și al 19-lea în total. La Miami, a înregistrat a 100-a victorie din carieră în meciurile WTA 1000, învingând-o pe Camila Giorgi într-o oră, în două seturi. În aprilie, Świątek a intrat la Stuttgart Open în calitate de dublă campioană în exercițiu și a ajuns în semifinale, unde a pierdut în fața Elenei Rîbakina în trei seturi, ceea ce a pus capăt unei serii de 10 victorii consecutive la acest turneu.. În aceeași lună, ea a intrat în cea de-a 100-a săptămână ca număr 1 mondial în exercițiu, depășind-o pe Lindsay Davenport și trecând pe locul 9 în clasamentul all-time. La Madrid Open, a ajuns în finală, unde a întâlnit-o pe Arina Sabalenka, campioana în exercițiu și cap de serie numărul 2. Świątek a jucat cel mai lung meci împotriva Sabalenkăi din cariera sa de până acum, care a durat peste trei ore. Świątek a salvat trei puncte de meci în setul al treilea și a câștigat cel de-al 20-lea titlu al carierei. Meciul a fost lăudat ca fiind unul clasic și cel mai bun din rivalitatea lor, Świątek declarând că a fost "cea mai intensă și nebună finală" pe care a jucat-o.
În luna mai, la următorul turneu WTA 1000, Openul Italiei, a ajuns pentru a doua oară consecutiv în finală, învingând-o pe Coco Gauff, nr. 3 mondial, în două seturi. În finală, a învins-o din nou pe Arina Sabalenka, de data aceasta în două seturi, devenind cea mai de succes jucătoare poloneză de tenis în ceea ce privește numărul de titluri câștigate, depășind-o pe Agnieszka Radwańska. A fost, de asemenea, al zecelea său titlu WTA 1000 și al treilea la Roma. Ea a devenit a treia jucătoare, după Serena Williams și Dinara Safina, care a completat "sweep-ul" Madrid-Roma, și primul jucător, femeie sau bărbat, care reușește acest lucru din 2013, când atât Williams, cât și Rafael Nadal au câștigat Madrid și Roma.
Świątek a câștigat ediția 2024 a Openului Franței, cucerind al patrulea titlu la Roland Garros, depășind-o pe Serena Williams, care a câștigat trei titluri la Paris, și câștigând al treilea titlu consecutiv la Roland Garros. Świątek a pierdut un singur set în timpul turneului, în fața japonezei Naomi Osaka în runda a doua, unde Osaka a avut minge de meci în setul al treilea. După ce a învins-o pe Osaka, Świątek a pierdut doar 17 game-uri pentru a obține titlul, învingând-o pe Marie Bouzkova în runda a treia, pe Anastasia Potapova în runda a patra, pe Marketa Vondrousova în sferturile de finală, pe Coco Gauff în semifinală și pe Jasmine Paolini în finală. În urma victoriei de la Roland Garros, Świątek a devenit prima jucătoare de la Serena Williams în 2013 care a câștigat Madrid, Roma și Roland Garros în același sezon.
La Jocurile Olimpice de vară din 2024, Świątek le-a învins pe Irina-Camelia Begu, Diane Parry, Wang Xiyu și Danielle Collins. În semifinale, ea a pierdut în fața viitoarei medaliate cu aur Zheng Qinwen în seturi directe. Aceasta a marcat prima înfrângere a lui Świątek la Paris după 1.149 de zile în care a rămas neînvinsă. În meciul pentru medalia de bronz, ea a învins-o pe Anna Karolína Schmiedlová în seturi directe, devenind prima jucătoare din Polonia care câștigă o medalie olimpică la tenis.
La Cincinati Open, Świątek a ajuns în semifinale unde a pierdut în fața viitoarei campioane Arina Sabalenka. La US Open 2024, Świątek a pierdut în sferturile de finală în fața celei de-a cincea favorite, Jessica Pegula. Ea a jucat la WTA Finals ca favorită nr. 2 și campioană în exercițiu, dar a pierdut în fața lui Coco Gauff în două seturi. Înfrângerea ei a însemnat că Sabalenka va termina anul pe locul 1.
Świątek a primit o suspendare de o lună în noiembrie 2024 în urma unui test pozitiv pentru o substanță interzisă, trimetazidina. S-a constatat că drogul era un contaminant din melatonină, un medicament pentru somn pe care îl lua, astfel că a fost sancționată cu o pedeapsă la limita inferioară a intervalului pentru „greșeală nesemnificativă sau neglijență”. Cu toate acestea, ea a trebuit să lipsească de la trei turnee în timp ce cazul său era examinat și a pierdut premiul în bani de la Cincinnati Open.

### 2025: Finala United Cup, nr. 2
Świątek a participat la United Cup 2025 reprezentând echipa Poloniei pentru a treia oară în carieră. Împreună cu echipa sa, Świątek a avansat în finala care a fost câștigată de echipa Statelor Unite. În cadrul acestei ediții, Świątek a jucat cinci meciuri de simplu și a pierdut doar unul dintre ele, împotriva lui Coco Gauff. De asemenea, ea a jucat două meciuri de dublu mixt: unul alături de Hubert Hurkacz și celălalt alături de Jan Zieliński. Ea și partenerii ei au câștigat ambele meciuri.
La Australian Open 2025, Świątek a ajuns în prima sa semifinală din 2022, dar a pierdut în fața lui Madison Keys în 3 seturi, deși a câștigat primul set și a avut o minge de meci în tie-break.

## Antrenori
Antrenorul principal al lui Świątek în primii ei ani ca junior a fost Michał Kaznowski, cu care a lucrat până la French Open 2016.  Jolanta Rusin-Krzepota a fost preparatorul ei fixic timp de aproape patru ani până la sfârșitul US Open 2019. Începând cu 2016 Świątek a fost antrenat de Piotr Sierzputowski. Pe parcursul timpului în care Sierzputowski a fost antrenorul ei, Nick Brown, fostul jucător profesionist de tenis britanic și fostul antrenor polonez de Cupa Davis, a servit drept consultant principal ocazional. Świątek lucrează și cu psihologul sportiv Daria Abramowicz.
În decembrie 2021, Iga a anunțat că se desparte de antrenorul Piotr Sierzputowski după aproape șase ani de lucru împreună. „Această schimbare este cu adevărat o provocare pentru mine și această decizie nu a fost ușoară”. Świątek l-a angajat pe Sierzputowski ca antrenor în ianuarie 2016, când avea 15 ani și încă juca în turnee pentru juniori. Antrenorul ei actual este Tomasz Wiktorowski, care anterior a antrenat-o pe Agnieszka Radwańska.

## Sponsorizări
De la începutul anului 2020 Świątek este sponsorizată pentru îmbrăcăminte de Asics. Anterior, ea a fost sponsorizată de Nike. Świątek este susținută de compania de băuturi energizante Red Bull, gigantul tehnologic chinez Xiaomi și divizia Lexus a companiei producătoare de automobile Toyota. În 2021, Świątek a semnat un acord de aprobare cu Tecnifibre pentru rachete; ea a folosit anterior o rachetă Prince Textreme 100 Tour, deși nu avea contract cu compania. Tatăl lui Świątek a confirmat, de asemenea, că ea a semnat un contract cu Rolex în 2021. Din februarie 2021, partenerul ei principal este PZU.

## Viața personală
La 10 octombrie 2021, Świątek a donat 50.000 de dolari din premiul său în bani pentru a susține Ziua Mondială a Sănătății Mintale, după ce a ajuns în finala de la Indian Wells Masters. „Aș spune că în sport, pentru mine, a fost întotdeauna important să folosesc acest tip de ajutor pentru că întotdeauna am crezut că în forța mea mentală există o oarecare forță pe care o pot folosi pe teren și mă pot dezvolta în acest fel”, a spus ea. După ce a câștigat la French Open 2020, Świątek a dezvăluit că psihologului ei sportiv (Daria Abramowicz) a ajutat-o să treacă peste linie. „Este pur și simplu bine să rămâi deschis la minte. Dacă ai nevoie de acest tip de ajutor, atunci fă-o. Dacă ești suficient de puternic și dacă ești deschis la minte, cred că ajută foarte mult”, a adăugat Świątek.
Świątek este iubitoare de pisici și are o pisică neagră pe nume Grappa. Îi place să citească romane și să asculte muzică. Înainte de meciuri, ea ascultă muzică rock, în special piesele unor trupe precum Pearl Jam, Pink Floyd, Red Hot Chili Peppers și AC/DC. În timpul liber, ea ascultă muzică alternativă, jazz, soul și pop.

## Rezultate

### Turnee de Grand Slam
| C | F | SF | QF | #R | RR | Q# | P# | DNQ | A | Z# | PO | Au | Ag | Br | NMS | P | NH |

#### Simplu
| Turneu                    | 2019 | 2020 | 2021 | 2022 | 2023 | 2024 | 2025 | SR                | C–P               | Victorii %        |
| ------------------------- | ---- | ---- | ---- | ---- | ---- | ---- | ---- | ----------------- | ----------------- | ----------------- |
| Australian Open           | 2R   | 4R   | 4R   | SF   | 4R   | 3R   | SF   | 0 / 7             | 22–7              | 76%               |
| French Open               | 4R   | C    | QF   | C    | C    | C    | SF   | 4 / 7             | 40–3              | 93%               |
| Wimbledon                 | 1R   | NH   | 4R   | 3R   | QF   | 3R   | C    | 1 / 6             | 18–5              | 78%               |
| US Open                   | 2R   | 3R   | 4R   | C    | 4R   | QF   |      | 1 / 6             | 20–5              | 80%               |
| Câștigat–pierdut          | 5–4  | 12–2 | 13–4 | 21–2 | 17–3 | 15–3 | 17–2 | 6 / 26            | 100–20            | 83%               |
| Turneul Campioanelor      |      |      |      |      |      |      |      |                   |                   |                   |
| WTA Finals                | DNQ  | NH   | RR   | SF   | C    | RR   |      | 1 / 4             | 11–4              | 73%               |
| WTA 1000                  |      |      |      |      |      |      |      |                   |                   |                   |
| Qatar Open                | NMS  | 2R   | NMS  | C    | NMS  | C    | SF   | 2 / 4             | 13–2              | 87%               |
| Dubai Championships       | A    | NMS  | 3R   | NMS  | F    | SF   | QF   | 0 / 4             | 9–4               | 69%               |
| Indian Wells Open         | Q2   | NH   | 4R   | C    | SF   | C    | SF   | 2 / 5             | 22–3              | 88%               |
| Miami Open                | Q2   | NH   | 3R   | C    | A    | 4R   | QF   | 1 / 4             | 12–3              | 80%               |
| Madrid Open               | A    | NH   | 3R   | A    | F    | C    | SF   | 1 / 4             | 17–3              | 85%               |
| Italian Open              | A    | 1R   | C    | C    | QF   | C    | 3R   | 3 / 6             | 21–3              | 88%               |
| Canadian Open             | 3R   | NH   | A    | 3R   | SF   | A    | 4R   | 0 / 4             | 8–4               | 67%               |
| Cincinnati Open           | 2R   | 1R   | 2R   | 3R   | SF   | SF   | C    | 1 / 7             | 13–6              | 68%               |
| China Open                | A    | NH   | NH   | NH   | C    | A    |      | 1 / 1             | 6–0               | 100%              |
| Wuhan Open                | A    | NH   | NH   | NH   | NH   | A    |      | 0 / 0             | 0–0               | –                 |
| Câștigat–pierdut          | 3–2  | 1–3  | 12–5 | 24–2 | 27–6 | 30–3 | 24–7 | 11 / 39           | 121–28            | 81%               |
| Statistici carieră        |      |      |      |      |      |      |      |                   |                   |                   |
|                           | 2019 | 2020 | 2021 | 2022 | 2023 | 2024 | 2025 | SR                | C–P               | Victorii %        |
| Turnee                    | 11   | 6    | 16   | 17   | 18   | 15   | 14   | Total carieră: 98 | Total carieră: 98 | Total carieră: 98 |
| Titluri                   | 0    | 1    | 2    | 8    | 6    | 5    | 2    | Total carieră: 24 | Total carieră: 24 | Total carieră: 24 |
| Finale                    | 1    | 1    | 2    | 9    | 8    | 5    | 3    | Total carieră: 29 | Total carieră: 29 | Total carieră: 29 |
| Poz. clasament sf. anului | 61   | 17   | 9    | 1    | 1    | 2    |      | 40.596.773 $      | 40.596.773 $      | 40.596.773 $      |

### Finale de Grand Slam

#### Simplu: 6 (6 titluri)
| Rezultat | An   | Turneu          | Suprafață | Adversar         | Scor          |
| -------- | ---- | --------------- | --------- | ---------------- | ------------- |
| Câștigat | 2020 | French Open     | zgură     | Sofia Kenin      | 6–4, 6–1      |
| Câștigat | 2022 | French Open (2) | zgură     | Coco Gauff       | 6–1, 6–3      |
| Câștigat | 2022 | US Open         | dură      | Ons Jabeur       | 6–2, 7–6(7–5) |
| Câștigat | 2023 | French Open (3) | zgură     | Karolína Muchová | 6–2, 5–7, 6–4 |
| Câștigat | 2024 | French Open (4) | zgură     | Jasmine Paolini  | 6–2, 6–1      |
| Câștigat | 2025 | Wimbledon       | iarbă     | Amanda Anisimova | 6–0, 6–0      |

#### Dublu: 1 (finalistă)
| Rezultat | An   | Turneu      | Suprafață | Partner               | Adversar                              | Scor     |
| -------- | ---- | ----------- | --------- | --------------------- | ------------------------------------- | -------- |
| Pierdut  | 2021 | French Open | Zgură     | Bethanie Mattek-Sands | Barbora Krejčíková Kateřina Siniaková | 4–6, 2–6 |

## Legături externe
Materiale media legate de Iga Świątek la Wikimedia Commons
- Iga Świątek la Women's Tennis Association
- Iga Świątek la International Tennis Federation
- Iga Świątek pe site-ul Fed Cup
- en Iga Świątek la Olympedia.org